# Gangue

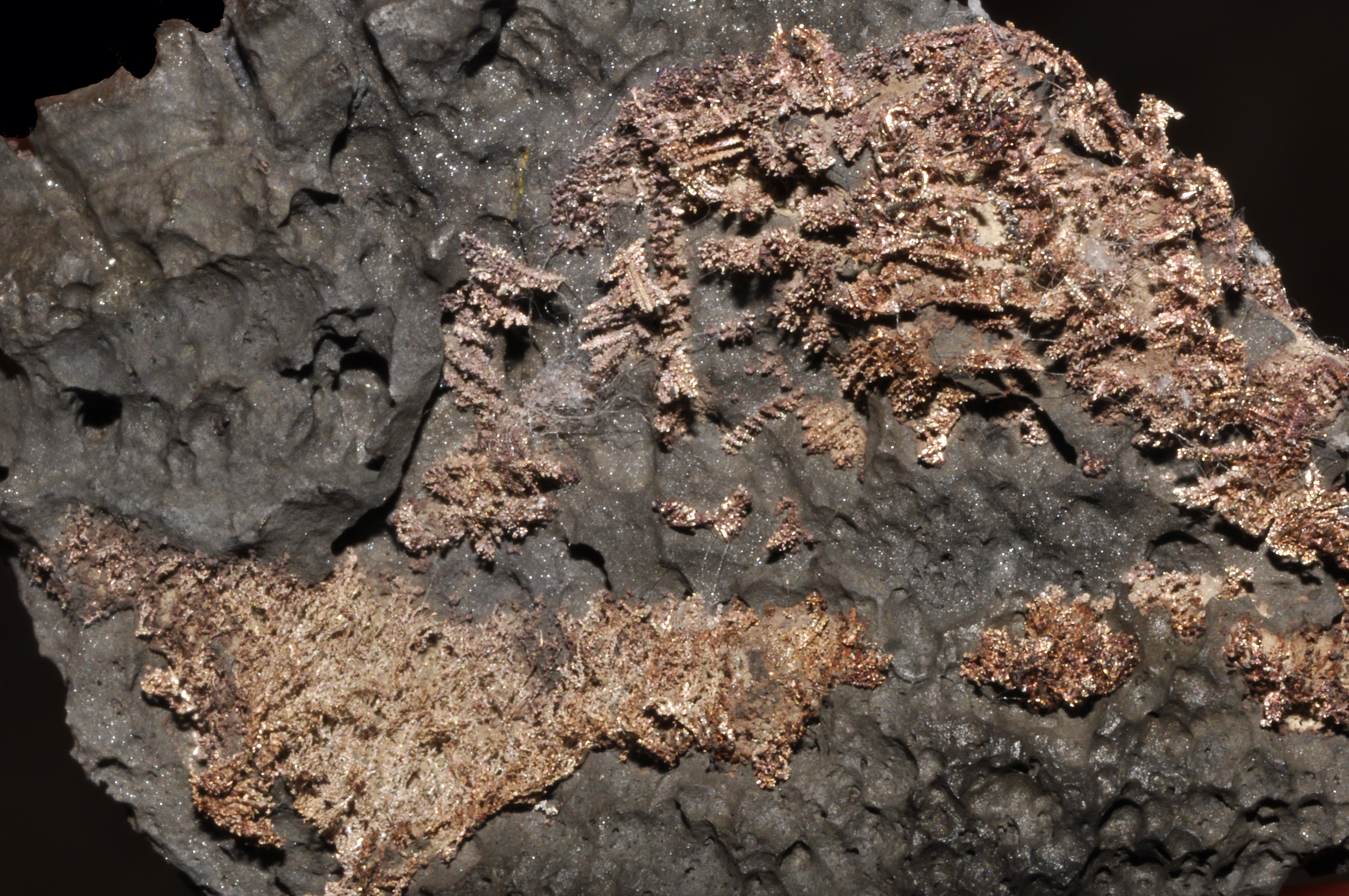
Argent natif sur une gangue

La gangue désigne l'ensemble des roches et minéraux sans intérêt économique, qui entourent les minerais, ou les gemmes, dans leurs gisements. Elle désigne plus particulièrement l'intérieur d'un filon (par opposition à l'éponte, les parois latérales du filon). 
Alors qu'on cherche à exploiter le minerai (argent, plomb, etc.), les constituants de la gangue sont théoriquement sans intérêt économique et  versés sur les terrils des mines. Dans certaines régions, les gangues filoniennes ont une très grande valeur économique, comme celles qui sont constituées de barytine et de fluorine. 